# Bayan Ko
Bayan Ko – filipińska pieśń patriotyczna.
Została skomponowana jako kundiman czyli tradycyjna, filipińska pieśń miłosna w 1928 roku. Za twórcę jej muzyki uznaje się Constancio de Guzmana, za autora jej słów natomiast Jose Corazon de Jesus. Stanowi przy tym tłumaczenie pieśni napisanej pierwotnie w języku hiszpańskim przez Jose Alejandrino, generała oraz uczestnika rewolucji filipińskiej. Nacjonalistyczna w swym wydźwięku, szybko wpisała się w antykolonialne nastroje żywe na archipelagu w okresie rządów amerykańskich. Nawiązuje swym przesłaniem do wcześniejszych utworów tego typu, w tym Tanikalang Guinto, Hindi Aco Patay, Kahapon i Ngayon at Bukas. Porównuje ojczyznę do pięknego ptaka uwięzionego w klatce, przyciągającego przy tym obcokrajowców do swoich brzegów.
Właściwie natychmiast po powstaniu zdobyła znaczną popularność. Nagrodzona złotym medalem na wystawie międzynarodowej w Paryżu. Na trwale wpisała się w zbiorową pamięć Filipińczyków. Regularnie wykorzystywana była podczas antyrządowych protestów w okresie stanu wojennego (1972-1981). Z uwagi na swą powszechną rozpoznawalność bywała też wplatana w ówczesną rządową propagandę. Uwzględniona została zatem na przykład w zbiorze Mga Awit ng Bagong Lipunan, sfinansowanym ze środków publicznych przez reżim Ferdinanda Marcosa. Silne konotacje polityczne oraz użyteczność jako narzędzie do krytyki elit politycznych zachowała także po przywróceniu demokracji, w tym za rządów prezydentów Josepha Estrady i Glorii Macapagal-Arroyo. Śpiewano ją podczas procesji pogrzebowej Corazon Aquino, jak również w momencie w którym jej syn Benigno Aquino III rozpoczynał urzędowanie na stanowisku filipińskiej głowy państwa.